# Płazy Belize
Płazy Belize – przedstawiciele gromady płazów występujący w Belize. Według AmphibiaWeb zarejestrowano w tym państwie 37 gatunków płazów z dwóch rzędów – bezogonowych i ogoniastych. Nie stwierdzono natomiast występowania płazów beznogich.

## Caudata

### Plethodontidae
| Gatunek               | Status IUCN |  |
| Bolitoglossa mexicana |             |  |
| Oedipina elongata     |             |  |

## Anura

### Bufonidae
| Gatunek            | Status IUCN |  |
| Incilius campbelli |             |  |
| Incilius valliceps |             |  |
| Rhinella marina    |             |  |

### Centrolenidae
| Gatunek                        | Status IUCN |  |
| Hyalinobatrachium fleischmanni |             |  |

### Craugastoridae
| Gatunek                   | Status IUCN |  |
| Craugastor chac           |             |  |
| Craugastor laticeps       |             |  |
| Craugastor loki           |             |  |
| Craugastor psephosypharus |             |  |
| Craugastor rhodopis       |             |  |
| Craugastor sabrinus       |             |  |
| Craugastor sandersoni     |             |  |

### Eleutherodactylidae
| Gatunek                  | Status IUCN |  |
| Eleutherodactylus leprus |             |  |

### Hylidae
| Gatunek                     | Status IUCN |  |
| Agalychnis callidryas       |             |  |
| Agalychnis moreletii        |             |  |
| Bromeliohyla bromeliacia    |             |  |
| Dendropsophus ebraccatus    |             |  |
| Dendropsophus microcephalus |             |  |
| Ecnomiohyla valancifer      |             |  |
| Scinax staufferi            |             |  |
| Smilisca baudinii           |             |  |
| Smilisca cyanosticta        |             |  |
| Tlalocohyla loquax          |             |  |
| Tlalocohyla picta           |             |  |
| Trachycephalus venulosus    |             |  |
| Triprion petasatus          |             |  |

### Leptodactylidae
| Gatunek                   | Status IUCN |  |
| Engystomops pustulosus    |             |  |
| Leptodactylus fragilis    |             |  |
| Leptodactylus melanonotus |             |  |

### Microhylidae
| Gatunek               | Status IUCN |  |
| Gastrophryne elegans  |             |  |
| Hypopachus variolosus |             |  |

### Ranidae
| Gatunek          | Status IUCN |  |
| Rana berlandieri |             |  |
| Rana juliani     |             |  |
| Rana maculata    |             |  |
| Rana vaillanti   |             |  |

### Rhinophrynidae
| Gatunek               | Status IUCN |  |
| Rhinophrynus dorsalis |             |  |

Źródło: AmphibiaWeb